# Уради сам
Уради сам (енгл. do it yourself) је термин који се користи да опише прављење, измену или поправак нечега без асистенције експерата или професионалаца из дате области. Фраза „уради сам“ је ушла у општу употребу 1950. године као референца на појаву изазова у уређењу куће са којим су се људи суочавали и одлучивали да их реше самостално.
У том контексту се појављује и контекст „уради сам“ продавница, чији асортиман покрива артикле које људи могу да користе у настојању да неку активност одраде самостално. 
У скоријој прошлости израз „уради сам“ је попримио шире значење и покрива широки спектар вештина и знања. Овај тренд је повезан са интернационалним алтернативним рок и панк музичким сценама, пиратским радио станицама и сл.